# Humayoon Rasaw
Humayoon Rasaw (Gazni, 10 de febrero de 1967) es un político y diplomático afgano, actual Embajador de la República Islámica de Afganistán en España. Así mismo, también sirvió como Ministro de Comercio e Industria entre 2015 y 2018. 

## Biografía
Nació en Gazni en febrero de 1967, y se crio en Kabul. Estudió en la Universidad de Kabul, de donde se graduó en 1986 con una licenciatura en Ciencias Naturales. Así mismo, posee una Maestría en Tecnología de la Información de la Universidad de Preston, obtenida en 1999, y otra Maestría en Relaciones Internacionales de la Universidad Alfonso X el Sabio de Madrid, que obtuvo en 2019.
En su país natal sirvió como Subdirector General de Logística y Suministros en la Dirección General Nacional de Seguridad (2013-2014), Viceministro de Educación (2012-2013) y Subjefe de la Oficina del Gabinete del Presidente (2008-2011). Así mismo, se desempeñó en la Organización de Naciones Unidas como Jefe de la Organización de las Naciones Unidas para el Desarrollo Industrial en Afganistán, Jefe de Logística CTS-WFP en Afganistán, Especialista en Desarrollo de Capacidades del Programa de las Naciones Unidas para el Desarrollo en Sudán del Sur y Gerente de Proyectos del Programa de las Naciones Unidas para el Desarrollo, entre otros.
En abril de 2014 fue nombrado como Ministro de Comercio e Industria de Afganistán, cargo que ejerció hasta septiembre de 2018, cuando fue nombrado como Embajador de Afganistán en España, mostrando sus credenciales al Rey Felipe VI el 5 de febrero de 2019. Al mismo tiempo, se convirtió en el primer Representante Permanente de Afganistán ante la Organización Mundial del Turismo, asumiendo el cargo en febrero de 2019.
Pese a la caída del Gobierno Afgano debido a la Ofensiva Talibana de 2021, aún no abandona su cargo como Embajador al reconocer como único gobierno legítimo el de la República Islámica de Afganistán.